# Tumba de Sikandar Lodi
La tumba de Sikandar Lodi  (en hindi: सिकंदर लोधी का मक़बरा) es un mausoleo del siglo XVI de la India, la tumba del segundo gobernante de la dinastía Lodi, Sikandar Lodi (r. 1489-1517). La tumba se encuentra en los jardines Lodi en Nueva Delhi y fue construida en 1517-1518 por su hijo Ibrahim Lodi. El monumento se encuentra a 100 metros del Bara Gumbad y la zona en la que se encuentra se llamó formalmente village Khairpur.

## Historia
Sikandar Lodi (nacido Nizam Khan), hijo de Bahlul Lodi, fue el sultán de Delhi entre 1489 y 1517. Después de la muerte de su padre en 1489, Sikandar Lodhi asumió el reinado el mismo año y gobernó hasta su muerte en 1517. Fue su hijo Ibrahim Lodi quien se ocupó de la construcción de la tumba. La tumba de Sikandar Lodi estuvo inspirada en parte por la tumba de Muhammad Shah, que también se encuentra en los jardines Lodi.

## Construcción y arquitectura
La tumba de Sikandar Lodi fue inspirada en partes por la tumba de Muhammad Shah. Tiene un diseño octogonal y el estilo arquitectónico es indo-islámico. La tumba fue la primera tumba de jardín en el subcontinente indio y es la tumba de jardín cerrada más antigua de la India que sobrevive.
La tumba está encerrada dentro de un complejo fortificado (se ingresa desde una entrada orientada al sur) con la entrada principal dispuesta en una edificación con dos cúpulas en forma de paraguas (pabellones) que fueron diseñados para preservar la simetría y las proporciones relativas del cuerpo del edificio. Ambos pabellones sobre la plataforma cuadrada en el frente tienen restos de azulejos azules. La tumba está situada en medio de un gran jardín, con altos muros de cierre. La cámara de la tumba está rodeada por una amplia veranda  con pilares tallados con cada lado perforado por tres arcos y los ángulos ocupados por contrafuertes inclinados.
Los muros de la tumba tienen diseños arquitectónicos mogoles y con inscripciones en muchas lenguas extranjeras sobre ellas.  La tumba está decorada con azulejos esmaltados de varios colores. Dentro del complejo, el muro occidental se ha construido para servir como una mezquita de pared, ya que la Quibla está indicada mediante arcos y un área pavimentada en la parte delantera.

## Ubicación
La tumba de Sikandar Lodi está ubicada en,  y forma parte de, los jardines Lodi en Delhi ellos. La localidad, donde se alza el monumento, se llamaba antes  Khairpur.  El jardín está rodeado por Amrita Shergill Marg, en el oeste, noroeste y norte, por Max Mueller Marg en el este y por la Lodi Road en el lado sur. La tumba de Safdarjang está situada en la esquina sudoeste del jardín Lodi.

## Galería de imágenes

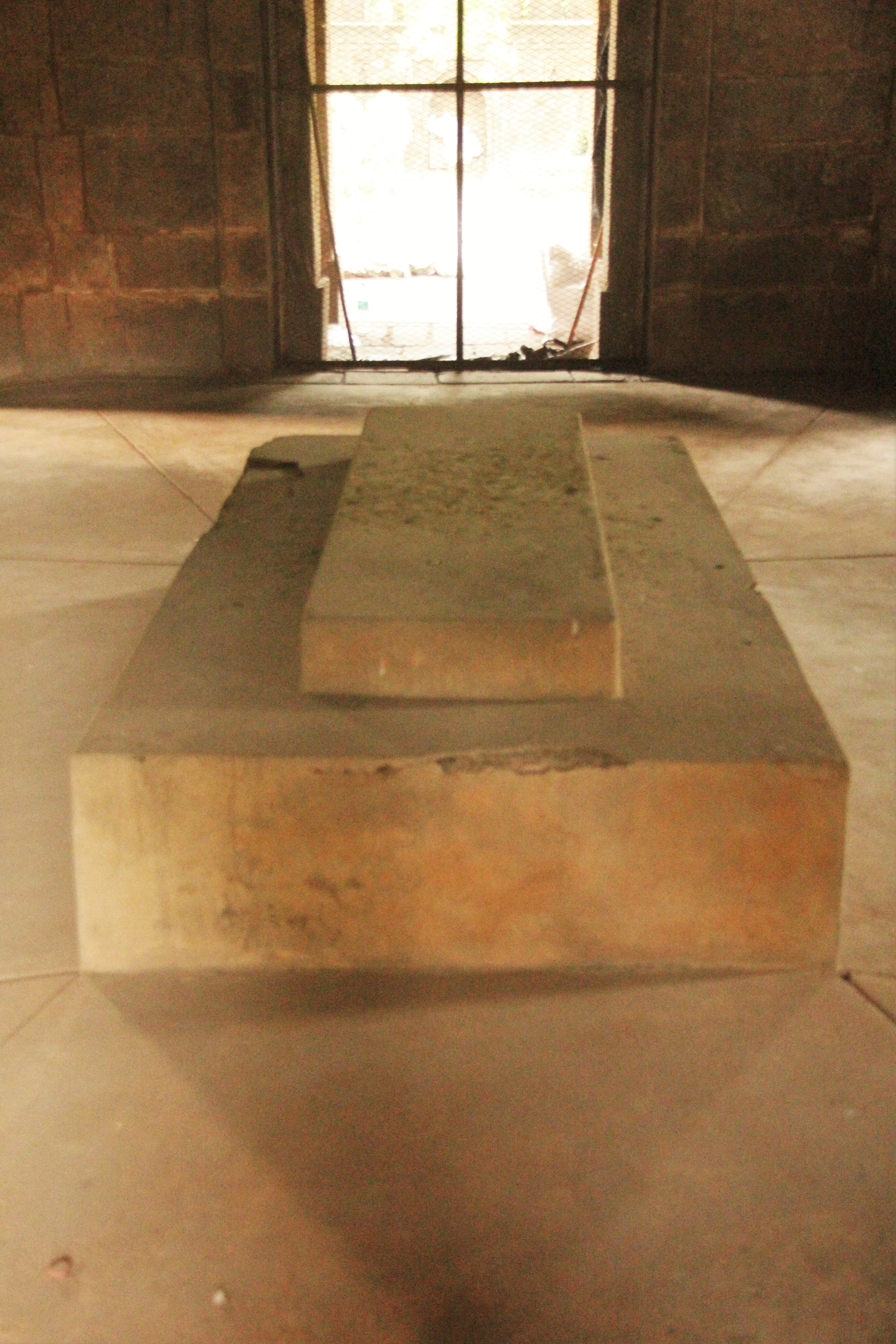
Tumba
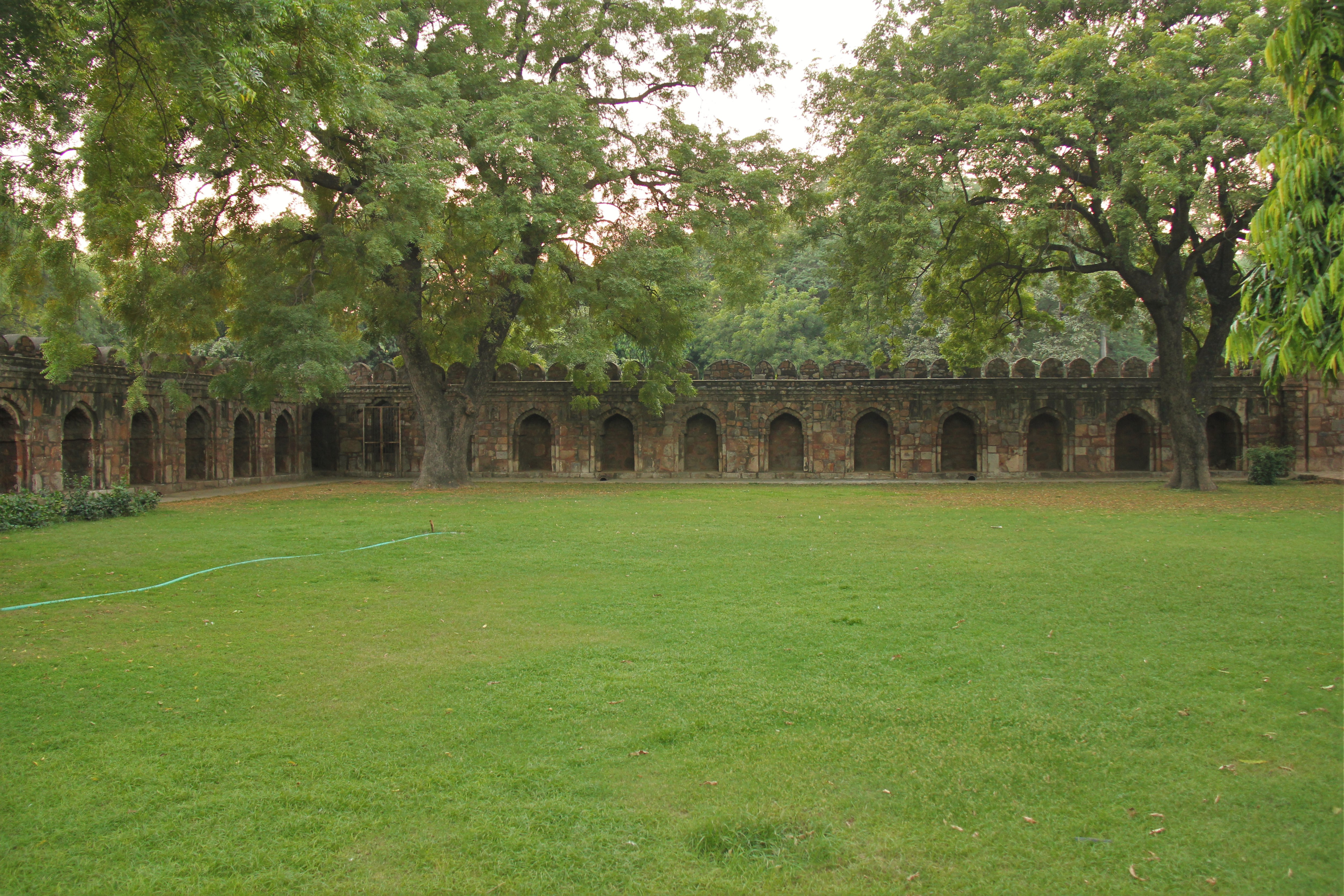
Muros fortificados vistos desde el interior del complejo
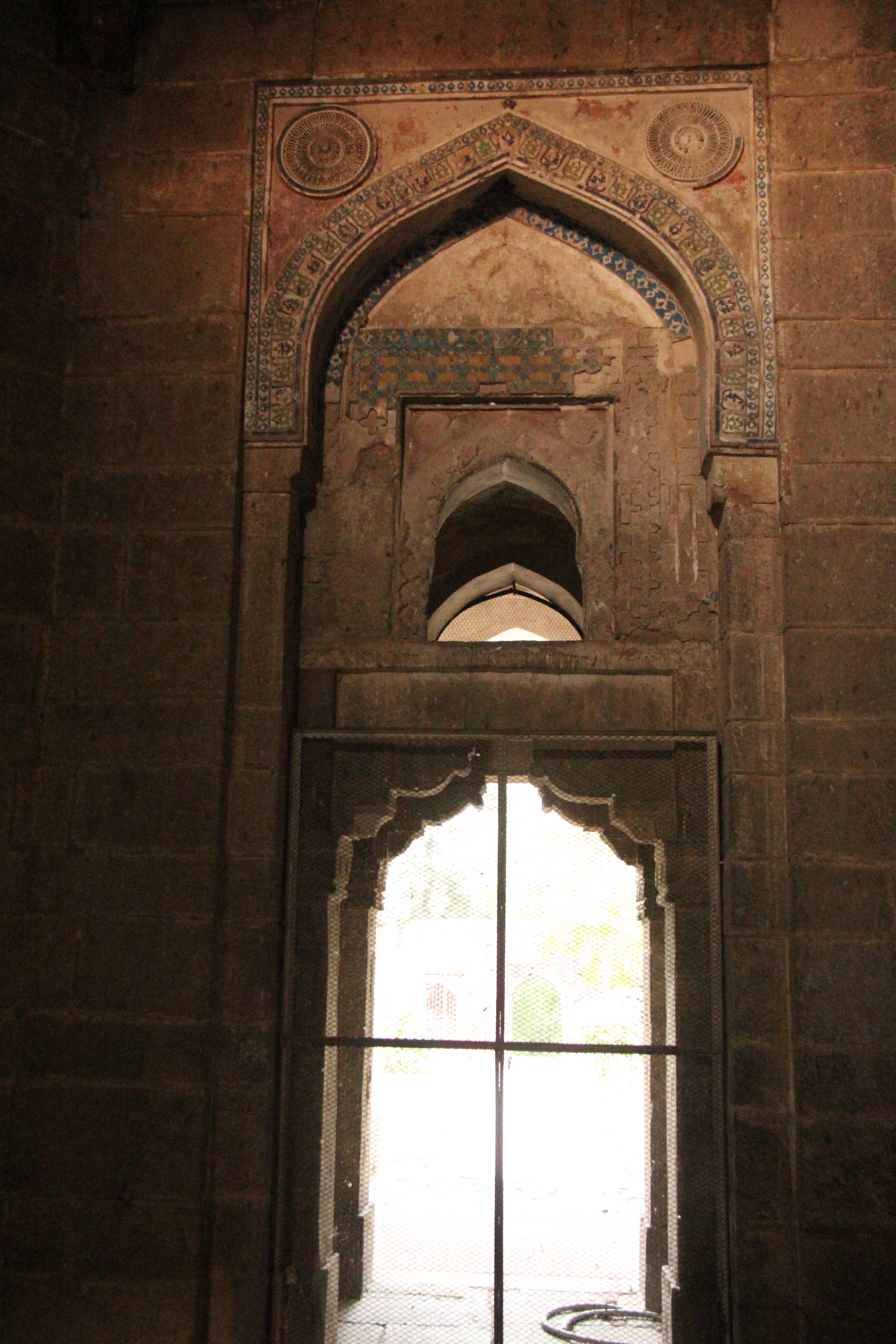
Ventana interior de la cámara principal
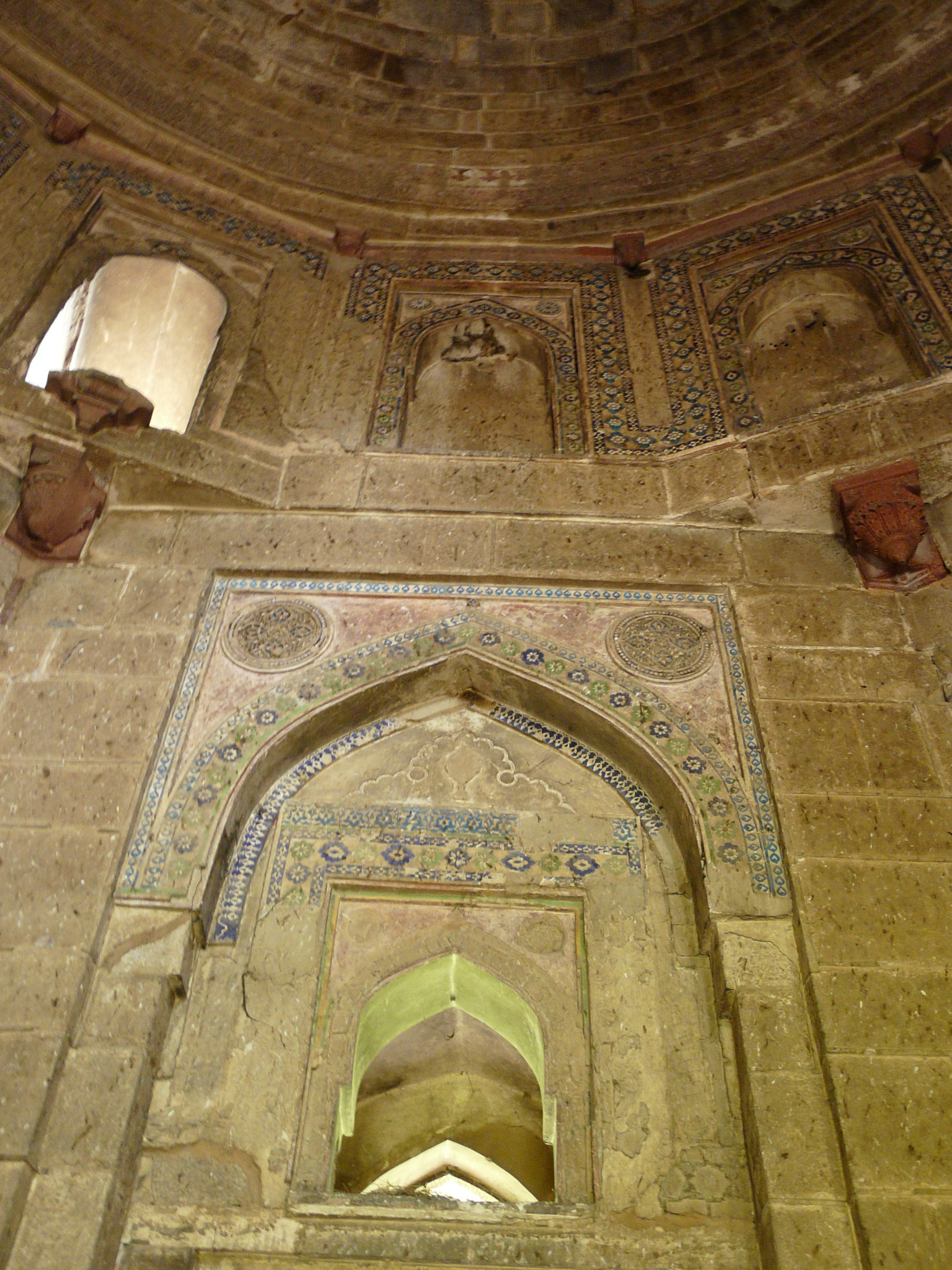
Interior de la tumba con azulejos
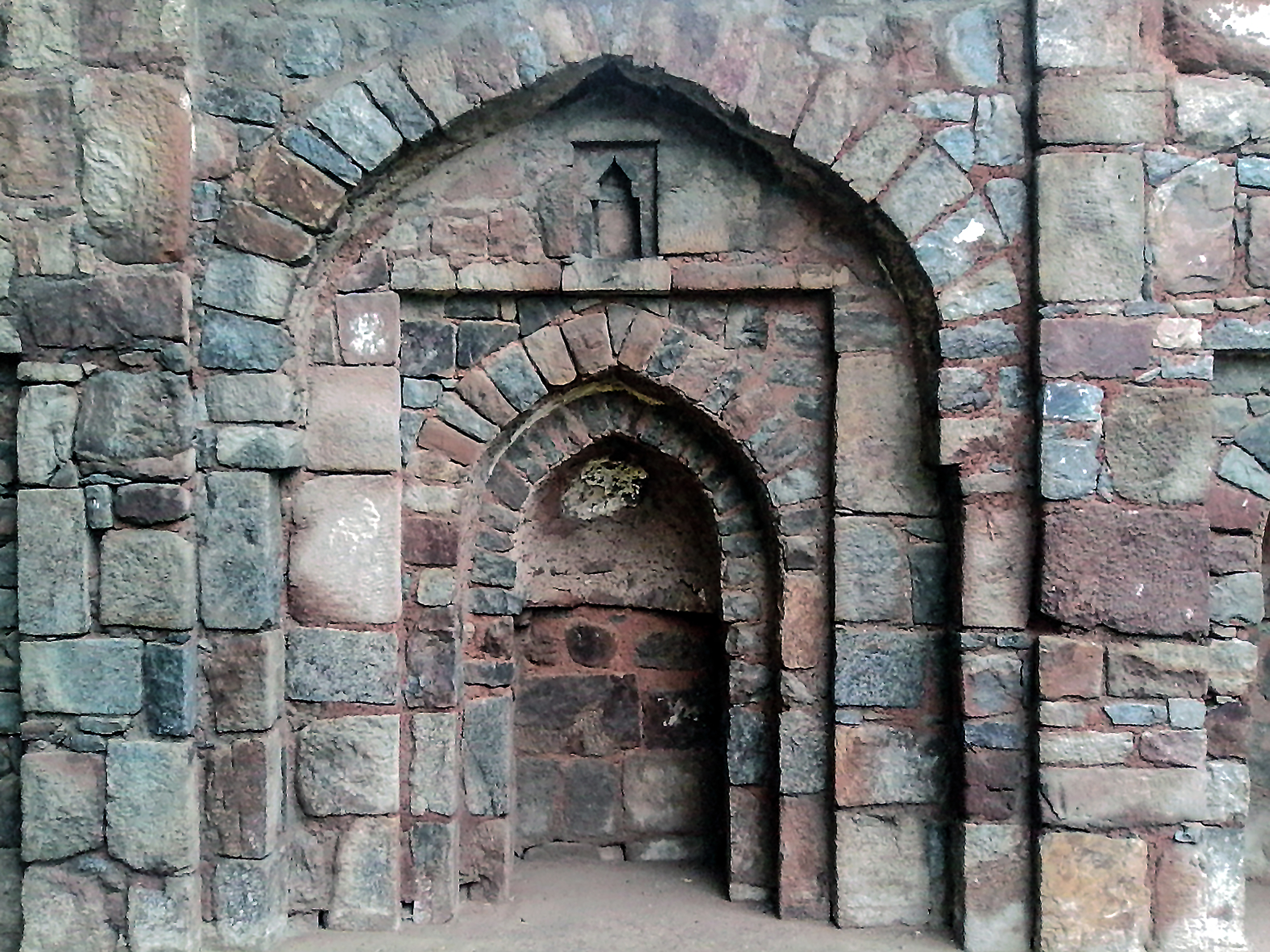
Mihrab central, mezquita de la pared de la tumba de Sikander Lodi
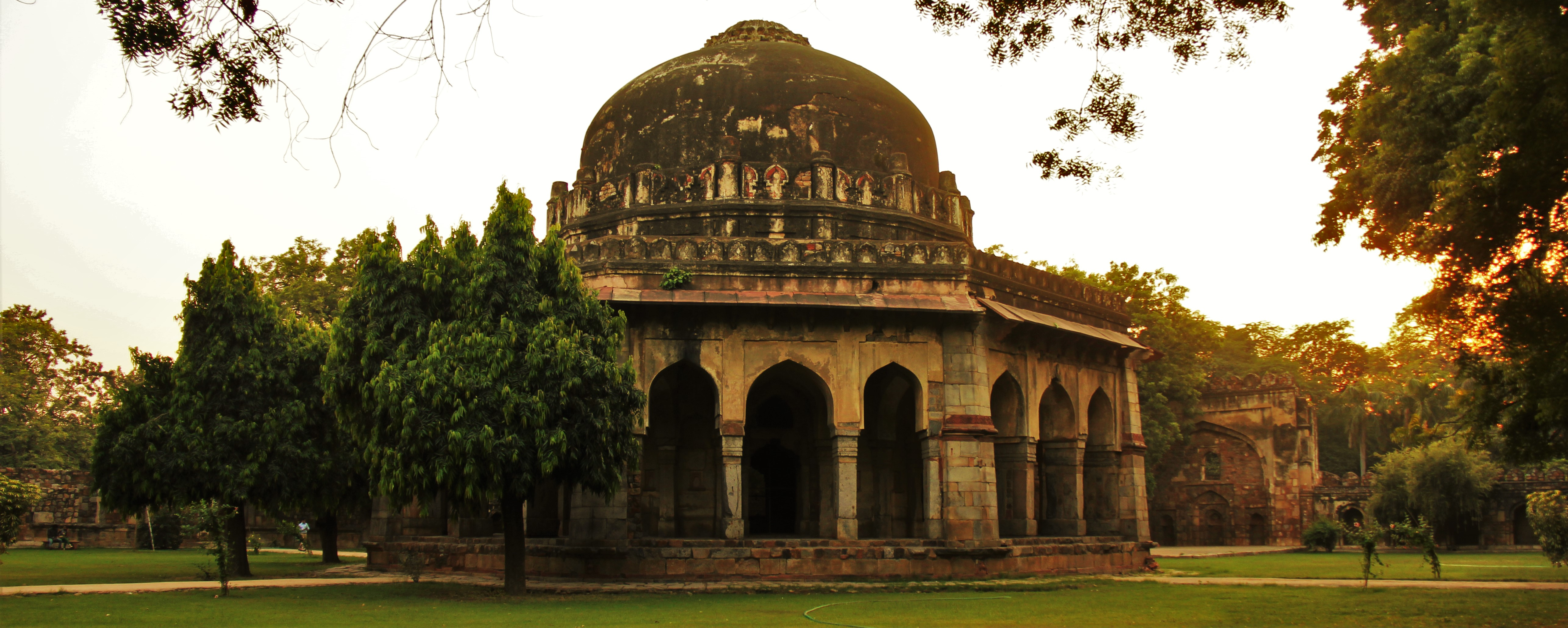
La tumba al atardecer

.